# Nikolai Alexandrowitsch Sergejew

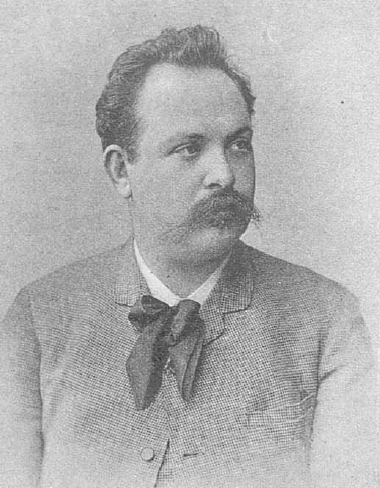
Nikolai Sergejew, 1890

Nikolai Alexandrowitsch Sergejew (russisch Николай Александрович Сергеев, ukrainisch Микола Олександрович Сергеєв; * 1855 in Charkow; † 1919) war ein ukrainischer und russischer Landschaftsmaler und ab 1887 Ehrenmitglied der Kaiserlichen Kunstakademie. 

## Leben und Wirken
Sergejew studierte bei dem Meister und Professor an der Akademie der Bildenden Künste Lew Felixowitsch Lagorio Malerei. Als seine besten Arbeiten gelten Juni, Elegie, Steppe, Verglühende Sterne, Stockender Fluss, Dneprbucht und Zunehmender Wind. Sergejews Bilder zeichnen sich vor allem durch ihr virtuoses Spiel mit Licht und Schatten aus. 
Im Jahr 1889 wurde er mit dem Orden des heiligen Stanislaus III. Klasse für die Förderung von Aktivitäten im künstlerischen Bereich ausgezeichnet.
Seit 1910 arbeitete Sergejew als Hochschullehrer für Landschaftsmalerei.

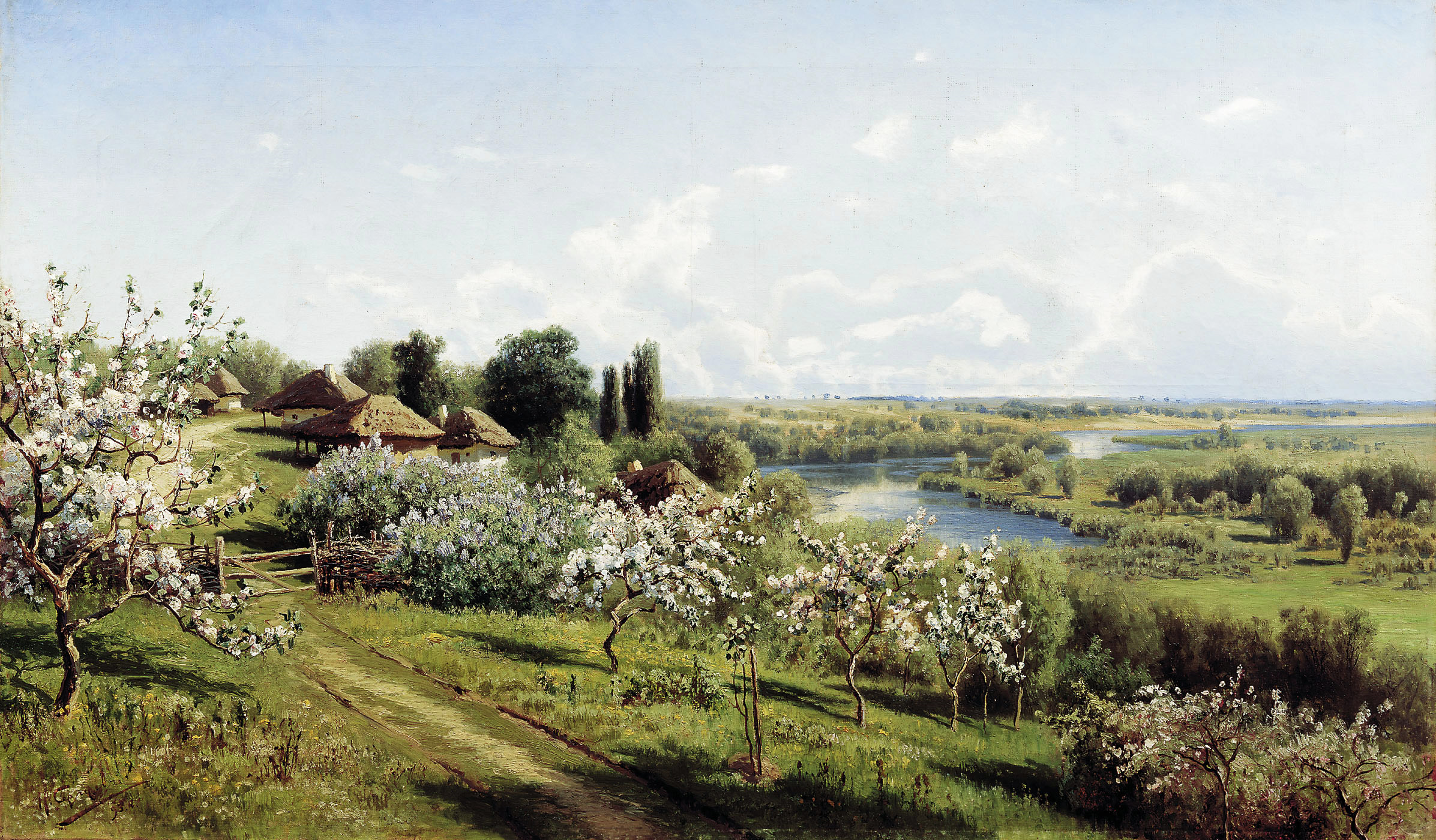
Apfelblüte in Kleinrussland
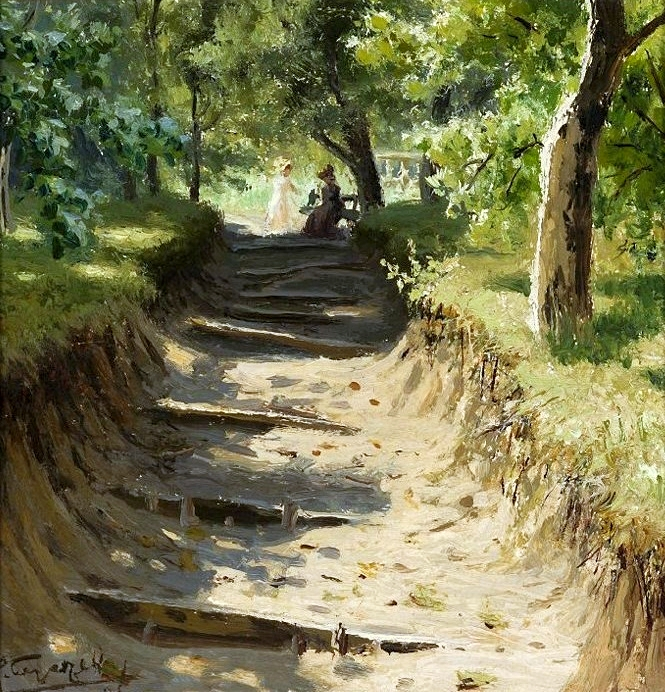
Gasse im Garten
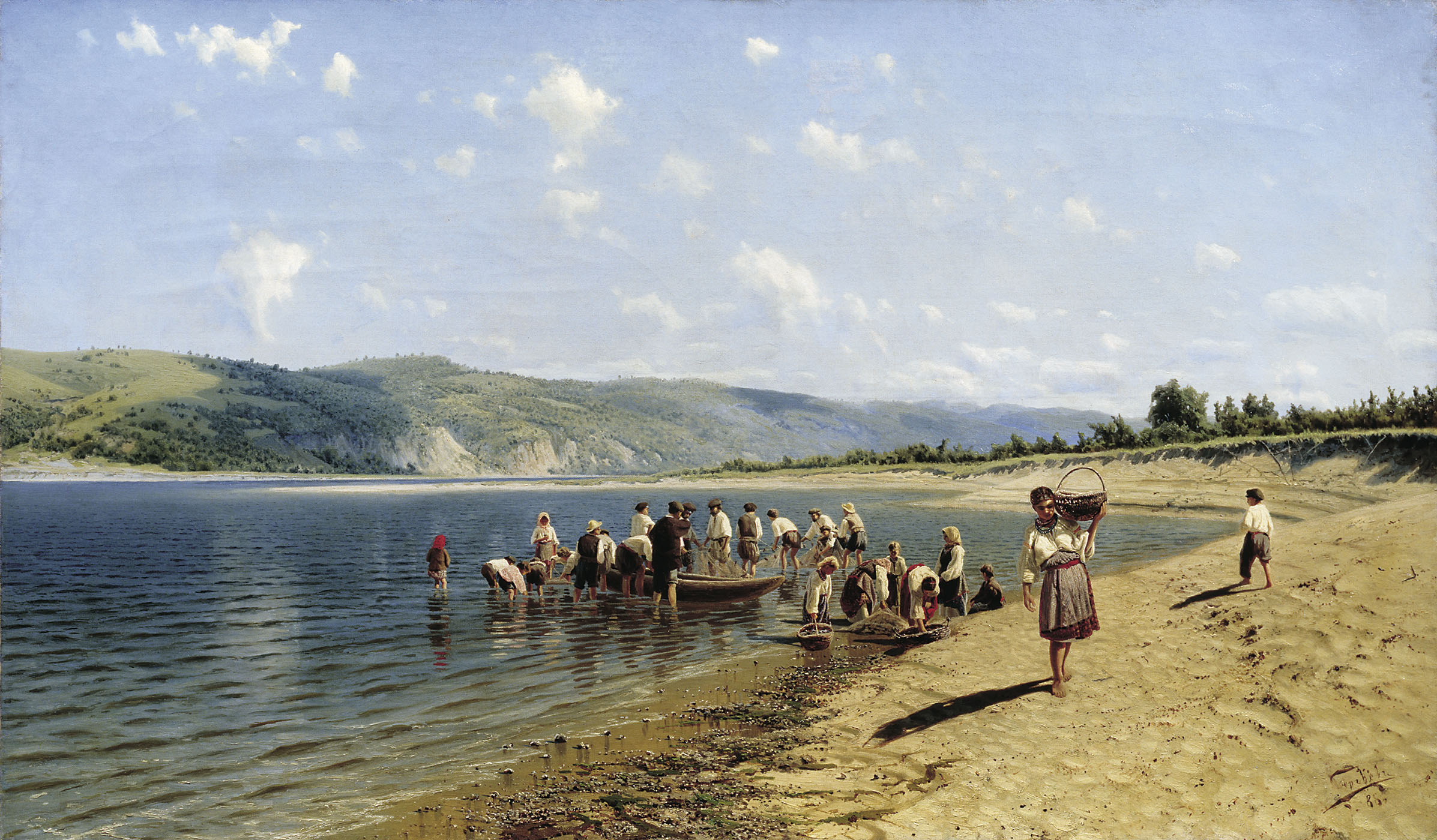
Tonja am Dnjepr
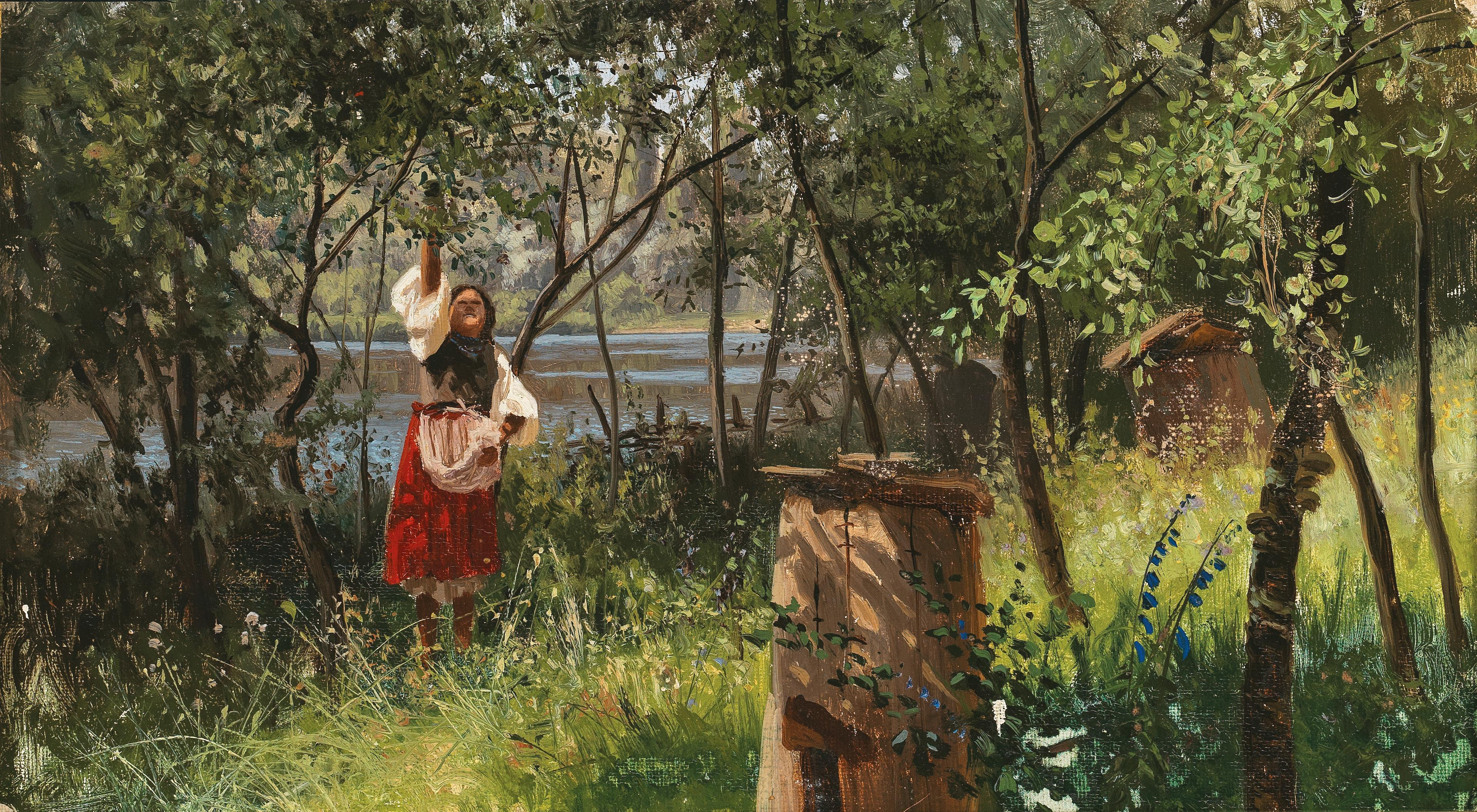
Bauernmädchen am Fluss
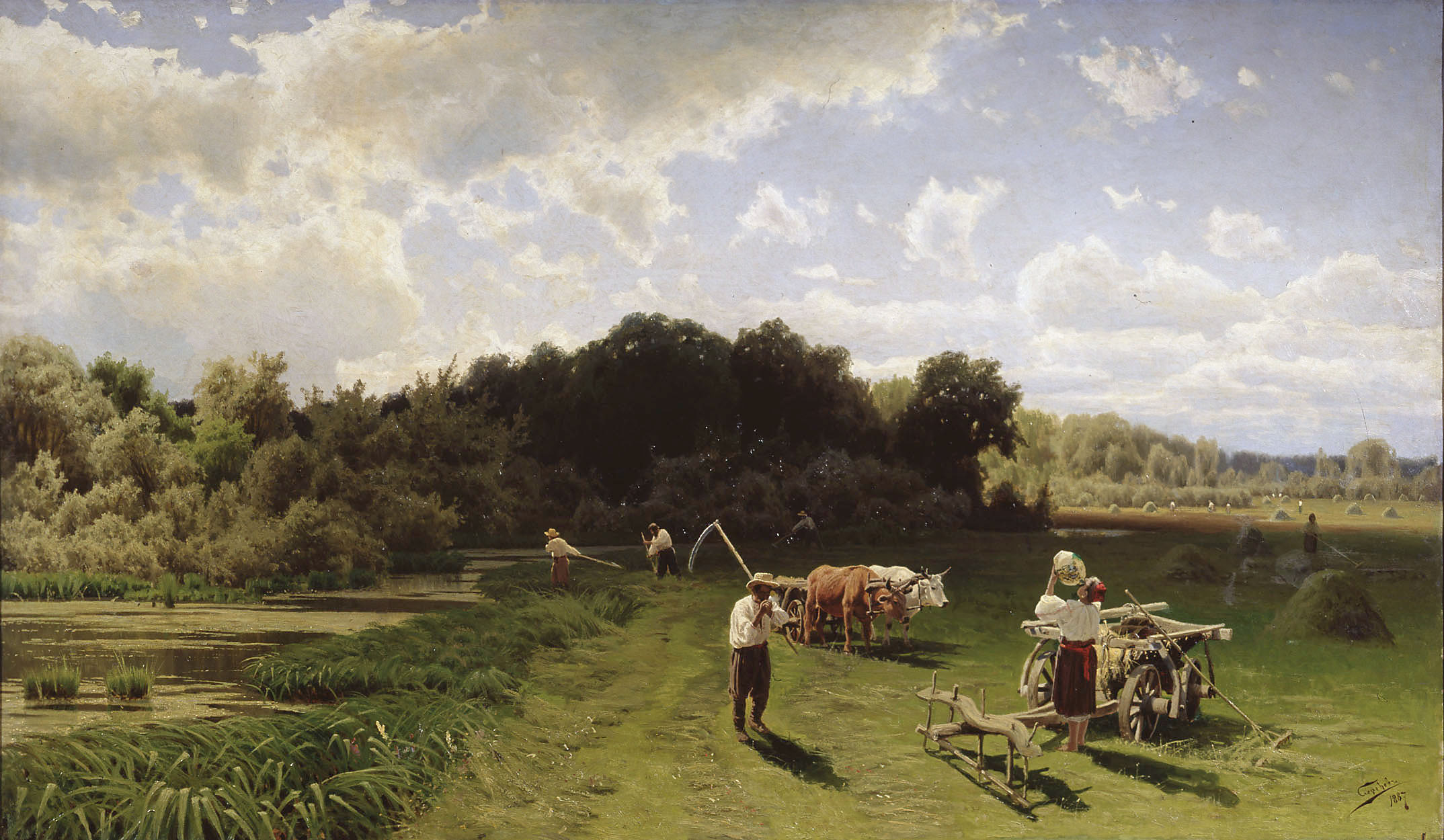
Darstellung einer Heuernte mit Mähwerk